# Xã Wauconda, Quận Lake, Illinois
Xã Wauconda (tiếng Anh: Wauconda Township) là một xã thuộc quận Lake, tiểu bang Illinois, Hoa Kỳ. Năm 2010, dân số của xã này là 21.730 người.